# Ce soir je t'ai perdu
Albums de Mireille Mathieu
Hymne à l'amour (Hymno al amor)
(1990) Mireille Mathieu
(1991)
 Ce soir je t'ai perdu est un album de la chanteuse française Mireille Mathieu sorti en 1990. Cet album est l'un des derniers à être sorti sous format 33 tours. Sur cet album, il y a cinq chansons de 1990 et quatre autres chansons de 1966, 1977 et de 1980.

## Chansons de l'album
1. Ce soir je t'ai perdu (Jean-Marie Moreau/François Feldman)
2. Vis ta vie (Félix Gray/Didier Barbelivien)
3. Maîtresse d'école (Didier Barbelivien)
4. Une femme amoureuse (de 1980) (Eddy Marnay/Robin Gibb/Barry Gibb)
5. Mon dieu (Michel Vaucaire/Charles Dumont)
6. Parler d'autre chose (Jean-Pierre Lang/Didier Barbelivien/Bernard Estardy)
7. Celui que j'aime (enregistré en 1990) (Charles Aznavour)
8. Amour défendu (de 1977) (Eddy Marnay)
9. Paris en colère (de 1966) (Maurice Vidalin/Maurice Jarre)